# Площадь Сон Санхёна
Площадь Сон Санхёна (кор. 송상현 광장; Сон Санхён кванджан) — центральная площадь города Пусана, самая большая площадь в Корее. Расположена в Пуджондоне района Пусанджин.
Строительство площади началось в 2012 году; в октябре 2013 года территория стройки была расширена, в июне 2014 года строительство завершилось и площадь была официально открыта. В апреле 2012 года был объявлен конкурс на выбор названия для площади. Из 569 присланных горожанами вариантов комиссия в ноябре 2012 года выбрала имя национального героя Сон Санхёна, героя Имджинской войны XVI века против японцев.
На площади Сон Санхёна располагаются в том числе:
- памятник Чхуннёльгону Сон Санхёну (установлен в сквере площадью 34,74 м²);
- Культурный центр «Дайнамик Пусан»;
- Композиции на тему истории и природы.